# Кегостров (остров)
Кегостров, также остров Кего — остров в дельте Северной Двины в черте города Архангельска.
Остров является популярным местом отдыха у горожан. На остров в летнее время регулярно ходит теплоход, в зимнее время связь осуществляется по льду Северной Двины. Южная часть острова Кего с посёлком Кегостров административно относится к Октябрьскому округу городского округа «Архангельск», а северная часть острова с посёлками Захарово, Кяростров, Одино, Гневашево, Голова, Курган — к Вознесенскому сельскому поселению Приморского района Архангельской области.
Ещё в XVII веке расстояние между правым берегом Северной Двины и Кегостровом не превышало 500 метров. Известный полярный исследователь Ф. П. Литке свидетельствует о том, что в начале XIX века он встречал в Архангельске старожилов, которые помнили, как между городом и Кегостровом разговаривали «с голосу на голос». Сейчас же между центром Архангельска и Кегостровом не менее четырех километров
В XVIII — первой половине XIX века на Кегострове был сосновый бор, служивший местом отдыха для жителей центральной части Архангельска в воскресные и праздничные дни.
С 1931 года на острове находился аэропорт, являвшийся до 1963 года основным аэропортом Архангельска (впоследствии эта роль перешла к аэропорту Талаги). Аэропорт Кегостров продолжал эксплуатироваться на местных авиарейсах до 1980-х годов.
На местном кладбище похоронены известный финский революционер Тойво Антикайнен и Герой Социалистического Труда Анфисья Симакова

## Этимология
Слово «кег» по-карельски означает подверженный разрушению. Действительно, весенними разливами Северной Двины Кегостров постепенно размывается и уменьшается в размерах.
- причал речного теплохода

## Карты
- Кегостров (Кего) на карте Wikimapia. wikimapia.org. Дата обращения: 4 февраля 2020.
- Данные получены с помощью Публичной кадастровой карты на официальном сайте Росреестра.